# Västturkiska khaganatet
Västturkiska khaganatet var en historisk stat som låg i Centralasien mellan 581 och 742.
Det var en administrativ region inom Gökturkiska khaganatet 581–603, ett självständigt imperium 603–657, och en vasall till Tangdynastin i Kina 657–742.